# 小屋やさん
小屋やさん（こややさん）は、「小屋」をシリーズ化した商品ブランド。従来の小屋の概念を覆す、本格的建材を使用したもので、隈研吾とコラボレーションにより、デザイン性も追求した「小屋のワ」は、2018年度グッドデザイン賞を受賞した。岡山県に本拠を置く植田板金店が開発、販売する。

## 概要
従来の日本の小屋は、構造・材質などが、あくまでも倉庫の延長線上的なものが主流で、一般的にさほど普及してこなかった。2017年6月にブランド化された同シリーズは、本格的構造材を使用しながらも低価格と同時に高い居住性、施工性、耐震性を実現した。防水性や耐候性に優れたガルバリウム鋼板などの住宅と同様の品質の構造材・外壁材・屋根材を使用することで高い「居住性」を確保した上、4tトラックが入れる場所ならどこでも設置可能という「簡易性」も併せ持ち、価格は100万円を切るものもそろえた。
約410種類のバリエーションがあり、キッチン、トイレなどの水回りやエアコンのオプションなどを付与。スモールビジネスの起業拠点（小型店舗）や、趣味部屋、地域のコミュニケーション・防災拠点など多目的な使用を想定している。こうした本格的な「小屋」は従来の市場にはなく、マスコミに取り上げられたこともあり、ヒット商品化した。その後、同社は岡山市内に国内最大の小屋展示場『小屋の森』をオープンさせるなど事業を本格化させた。また、建築家隈研吾設計による小屋が300万円程度で入手できることなどが話題となった。原則10㎡以下であれば、建築確認申請が不要のため、土地さえ確保できればすぐに建てることができ、不要になれば簡単に転売できる。2017年の販売開始以来、沖縄県、北海道を除く45都府県での建築が可能となった。
同社の小屋事業は、グッドデザイン賞や、「岡山イノベーションコンテスト」の大賞のほか、平成29年度おかやましんきん地域活性化制度 エリアサポート 岡山市長賞、第26回中国地域ニュービジネス大賞特別賞ほか、短期間に多数の賞を受賞した。さらに2021年1月20日には、Yahoo!アクセスランキング全国1位を獲得。実際の需要としては、趣味としてよりも「仕事」需要で、女性起業家などが、スモールビジネスを始めたいと購入するケースが非常に多いという。

## 隈研吾とコラボレーション

### グッドデザイン賞
隈研吾とコラボレーションによる『小屋のワ』は、2018年度グッドデザイン賞を受賞（18G100823）。『小屋のワ』では、多様なニーズに応じて拡張していく新しい小屋の形が提案されている。例えば、小屋同士の緊結で用途の拡張性を併せ持たせ、小屋前面には大開口を設け、庇の空き具合を6段階調節できる構造とし、ポリカーボネート製とすることで内部空間の採光を実現するとともに、数棟の小屋が集まったときにパブリックな軒下空間を作り出す工夫がなされている。外壁には、耐候性に優れたガルバリウム鋼板が採用されるが、板金職人が鋼板を叩くことで独特なパターンが生まれる。構造的な幾何学模様のデザインと職人の伝統技術の融合を成功させた。内装には岡山産のヒノキが使用され、明るく落ち着きのある空間を演出。こうした点が評価され、グッドデザイン賞受賞につながった。
隈とのコラボレーションのきっかけは、植田板金店代表者が偶然雑誌の「小屋特集」の記事を目にしたことで、すべて社内でできると直感。2017年1月、小屋事業部を設置。初のB to C事業であった。試行品をイベントに出すと思わぬ反響があり、わずか2か月で事業化。同年6月、『小屋やさん』ブランド名で本格的に事業を開始。さらに岡山市内に国内最大の小屋展示場『小屋の森』をオープンさせた。その後、隈がスノーピークとのコラボレーションでモバイルハウス『住箱』を手掛けているのを知った社員が隈研吾に何十回となくアプローチし、コラボレーションが実現。「幅2,500、高さ2,800、10平米以内」と制限付きの「小さな建物」に隈が興味を持ち、東京大学の学生が4名担当となり、『小屋のワ』が完成。隈の数々の課題を職人らがクリアし、完成後、隈からは、『小屋のワ』のクオリティは板金会社でないとできないものであり、茶器のような芸術性のある作品に仕上がったと評価された。

## 天候対策と技術の伝承
植田板金店の小屋事業は、雨が降ると仕事ができない建設業界の欠点や、住宅の新規着工件数の減少や若手職人の慢性的不足問題などの業界の課題解決の実現の方法として注目された。小屋は倉庫内で組み立てられる規模であるため、雨天時や閑散期に本業ができない職人に作業をさせられるほか、若手職人の技術向上の場として活用できる。